# Недеља у предграђу
„Недеља у предграђу” је југословенски ТВ филм из 1970. године. Режирао га је Здравко Шотра а сценарио је написао Слободан Новаковић.

## Улоге
| Глумац                     | Улога |
| -------------------------- | ----- |
| Властимир Ђуза Стојиљковић |       |